# Informa
Informa est une entreprise multinationale enregistrée à Jersey, spécialisée dans l'édition scientifique et professionnelle, ainsi que dans la formation continue et l'événementiel managérial. Elle est présente dans 43 pays et compte 8 500 employés.
Informa est cotée à la bourse de Londres et est présente dans le FTSE 250. Elle a son siège à Zoug, en Suisse.

## Histoire
Informa est né en 1998 de la fusion de International Business Communications Group et de LLP Group. En 2004, Informa fusionne avec Taylor & Francis.
En septembre 2016, Informa annonce l'acquisition de Penton, une entreprise américaine évènementiel, de magazines et de services marketings pour 1,18 milliard de livres.
En janvier 2018, Informa annonce l’acquisition d'UBM, entreprise britannique spécialisée dans l'organisation de salons et dans la presse à destination des entreprises, pour 3,8 milliards de livres.
En avril 2021, Informa annonce la fusion de sa filiale FBX avec Novantas.
En février 2022, Informa annonce la vente de ses activités dans l'édition pharmaceutique a un fonds d'investissement pour 1,9 milliard de dollars.

## Filiales
Parmi ses filiales, l'on compte :
- Taylor & Francis
- Lloyd's List
- Institute for International Research
- Monaco Yacht Show
- AchieveGlobal

## Actionnaires
Liste des principaux actionnaires au 26 avril 2022 :
| Actionnaire                          | %      |
| ------------------------------------ | ------ |
| en:Newton Investment Management      | 5,00 % |
| en:Generation Investment Management  | 4,96 % |
| APG Asset Management                 | 4,23 % |
| Lazard Asset Management              | 3,63 % |
| en:Artemis Investment Management     | 3,03 % |
| GIC Private Limited                  | 3,03 % |
| Invesco Advisers                     | 3,01 % |
| The Vanguard Group                   | 2,62 % |
| BlackRock Investment Management (UK) | 2,53 % |
| Merrill Lynch International          | 2,49 % |